# Логос
Логос (гр. λόγος — ум, реч, говор, словесност, смисао, начело, закон, наука и др) је вишезначан филозофски и теолошки појам.  Изворно, логос је битан појам античке грчке филозофије, који исказује принцип, светски ум, објективни закон по коме се све догађа. У Хераклитовој филозофији означава говор природе који само мудрац чује и разуме. Касније су га преузели хришћански теолози да би њиме означавали Исуса Христа, као божански логос.
Називи готово свих наука грађени су према грчкој лексици и садрже наставак логиа што упућује на логос о нечему (логика, психологија, гносеологија, онтологија, аксиологија, итд.).

## Логос у старогрчком језику
У старогрчком језику логос има многобројна значења повезана са говором. Још у Хомеровим еповима појам логоса је употребљаван у следећим значењима: реч, говор, исказ, својство, истина, ред, воља, разум, ум, учење, законитост, аксиом, божји ум, клица постајања. Реч логос је изведена из глагола „легеин“ који је у префилозофској употреби имао два основна значења: „сабрати или скупити“ и „казати или именовати“. Временом је у речи логос сабрано и изражено грчко разумевање суштине језика као мишљења и казивања истине бића. Према општем веровању старих Грка, све што је било, све што јесте и све што ће бити има свој тајанствени логос (говор). Тај логос неки разумеју боље од других, а то су често песници који у стању надахнућа изражавају логос онога што је било, онога што јест и што ће бити, људским говором. Такође се веровало да дар изражавања логоса који саопштава ток будућих догађаја имају пророци, односно пророчице, у аполонским пророчиштима (види Делфи).

## Логос у античкој филозофији
Логос у античкој филозофији има следећа значења:
- логичка структура људског мишљења и језика, односно рационалност.
- рационална структура света, универзални поредак свемира.
- ум који је извор рационалне структуре света.
- логос сперматикос, активни принцип који делује на пасивну материју да би створио свет.
- принцип целокупног морала.

### Хераклит
Са старогрчким филозофом Хераклитом (око 540-480. п. н. е.) логос постаје битан филозофски појам, који указује на поредак и умност у свету. По Хераклиту, ток промене, који се у свету види на нивоу природних феномена, делује у складу са принципом који ограничава и задржава јављање хаоса. Хераклит овај принцип реда назива логосом. За Хераклита, логос означава говор природе и општу закономерност догађања у свемиру. Логос је иманентан свему постојећем, свеприсутан, општи и заједнички.
Нужно је следити оно што је опште, али мада је логос општи већина живи као да свако има сопствену памет.
Оно што јесте саопштава истину о себи, објављује се. Спознаја логоса условљена је тиме да се не остане на чулном и појединачном, већ да се изнађе нужни, општи закон који важи за све и који се испољава у свему. Стога поступати само „по својој властитој памети“, значи немогућност увида у структуру космоса која је садржана у логосу.
Мада је логос увек истинит, људи га не разумеју ни кад га чују ни пре но што су га чули. И мада се све збива сагласно логосу, изгледа да обични људи о њему немају никакво искуство ... Они не знају шта раде док су будни, баш као што не знају шта су радили током сна.— Хераклит
Свеприсутност логоса чини да чулна мноштвеност ствари и догађаја има значење целине, једности:
Ако послушате не мене него истински логос, мудро је сложити се да је све Једно.

### Платон
Платон је истицао стваралачки карактер примарног логоса. Из њега проистичу посебни логоси као стваралачке моћи на разним нивоима света.

### Аристотел
За Аристотела, логика је ствар логоса. Сам назив логика, поред етимолошке везе, садржи исту двосмисленост као и логос. Грчки назив за логику јесте логике епистеме, а то значи „знање о логосу“. Логика је наука која обухвата првенствено мишљење, али исто тако и говор којим се мишљење исказује, обелодањује. Логос је ствар мишљења, мишљења које (по обрасцу дванаесте књиге Метафизике) мисли само себе. Срж онога што је у логици дато може се схватити и као казивање истине бића, односно као логос бивствујућег који се може схватити.

### Стоици
Хераклитово значење логоса разрадили су у стоичкој филозофији Зенон, Епиктет, Марко Аурелије и други. За стоике логос, осим нужности и закономерности, добија и значење универзалног ума (ендитхетос), који подвргава све ствари и догађаје њиховој судбини, досуђује оно што се збива и што ће се збивати. Људски разум учествује у универзалном логосу, и одражава га речју или делом (пропхорикос), а људска природа представља терен и мерило за етичко размишљање и деловање. За стоичара Хрисипа, логос је она сила која чини људски говор разумним, ум логичним, и целокупну природу смисленом.
Код стоика логос добија и значење принципа целокупног морала. Њихово морално начело је било „живети по природи“, што је у ствари значило живети по логосу. Стоици по први пут доведе у блиску везу логос и номос (закон којим се регулишу односи у држави), на чему се заснива и стоички космополитизам. Мудри људи се осећају као грађани космоса јер знају да су људски закони продужетак космичког логоса.
Хераклитово изједначење живота и логоса нашло је места у стоичкој терминологији као логос сперматикос (семени логос), активни животни принцип који делује на пасивну материју да би уредио свет. Ови логоси изгледа да врше нешто од функције Платонових идеја.

## Логос у јеврејској филозофији

### Филон Александријски
Јевреји верују да је Божјом речју створен свет, приписујући божанском логосу моћ стварања из ничега, што се не може наћи у грчкој митологији ни филозофији. Спону између филозофско-грчког и библијско-јеврејског значења логоса је направио јеврејски новоплатонски филозоф из Александрије, Филон (око 30. п. н. е. - 50. н. е.), служећи се септуагинтом (грчким преводом Старог завета у којем се појављује термин логос) и списима грчких филозофа. Филон је користио појам логоса као средство за преношење јеврејских религиозних идеја својим хеленистичким савременицима.
За Филона Александријског, логос је плодотворна сила коју Бог из себе зрачи. Ова сила је истовремено творачка реч Божја и божји прворођени Син. Поред тога, логос је створени светски дух (аналоган стоичкој пнеуми), и коначно, он је људски дух којем се објављује реч божја или који ту реч открива. За Филона, говор (логос) светих књига је директно објављена реч божја, док је говор филозофских расправа био само наслућивање божанског логоса. Библијски логос је императивни говор божји који се саопштава пророцима и који затим постаје закон за све људе. Божји логос је увек објава, откривање скривених божјих намера људима. Овај појам је одатле пренесен и у хришћанску теологију, првенствено путем Јовановог јеванђеља.

## Логос у хришћанству
Логос у хришћанској теологији има следећа значења:
- Логосност или божански смисао који постоји у тварима као интелигибилни и динамички принцип.
- Реч Божија којом је надахнуто свето Писмо.
- Исус Христос, као друго лице свете Тројице, у коме се оваплотио божански логос („И Логос постаде тијело“[10]).

### Нови завет
Израз логос у Новом завету је употребљен више од 300 пута - увек у значењу речи, људске или Божије. У значењу Божије речи, има неколико значењских варијанти: 1) записивање, учење, откривење Старог завета; 2) говор, проповед, учење Исуса Христа; 3) јеванђеље ο спасењу; 4) књиге светог Писма; 5) садржај хришћанске вере; 6) божанска хипостаза, односно Исус Христос. На српски језик је често превођен као »слово«.

### Јованово јеванђеље
Хришћанска рецепција логоса је експлицитна у уводу Јовановог јеванђеља (Јн. 1,1—18), где писац поистовећује Исуса са божанским Логосом (1,3).
У почетку беше Логос, и Логос беше у Бога, и Логос беше Бог... И Логос постаде тело и настани се међу нама...— Јн. 1,1,14.
Код Јована је логос схваћен као Син Божји и односи се на Исуса Христа који представља утеловљење божанског логоса. Прве речи Јовановог јеванђеља, „у почетку беше Логос“, су многи, пре свега Августин, оценили као директан утицај Хераклитове, Платонове и стоичке филозофије. У Јеванђељу по Јовану долази до идентификације искона и логоса („У почетку беше реч“), живота и логоса („у њему беше живот“, 1,4) и Исуса као телесног бића и логоса („И Логос постаде тело“, 1,14).
Након Јовановог преузимања појма логоса, касније код разних хришћанских теолога Христос бива упоређен с логосом. Тако нпр. код Минуција Феликса Бог Отац је нус, Син Божји је логос а Свети Дух је пнеума, душа.

### Хришћански апологети
У концепцији првих хришћанских апологета: Јустина Филозофа, Татијана, Атинагоре, Климента Александријског, логос је светлост која „оплођује“ филозофију и премудрост. Јустин сматра да хришћанство и филозофија имају један те исти извор – божански логос. Старозаветни пророци су примили светлост откривења логоса. Сматрајући да су и Хераклит и Сократ водили живот у складу с логосом, Јустин их убраја у хришћане и пре саме појаве хришћанства. За Јустина (Апологија I, 46,1-4; Апологија II, 7,1-4; 10,1-3; 13,3-4) и Климента Александријског (Стромата I, 19,91,94), то оплођавање јесте космичко, па се тако семена логоса налазе и у прехришћанској филозофији и у нехришћанским религијама. Доктрином ο логосу божанском смислу хришћанство наглашава да ништа није нелогосно у егзистенцији бића, односно да све постоји у Богу.

### Аријанска теологија
Следећи развој аристотеловске мисли,јеретик из Александрије осуђен 325.године на Првом васељенском сабору у Никеји Арије је покушао да сачува нествореност као искључиво обележје Непокренутог Покретача, подвлачећи онтолошку разлику између Бога и логоса. Његова теологија је почивала на космолошким претпоставкама да је логос створен: „Све ствари су из небића, и све су оне доведене у постојање и јесу створења и дела. Тако је и Логос Божији преведен из небића, и било је када га није било, и није га било пре него што је преведен [постао], већ је и такође имао почетак када је био створен“. Логос је створен пре него што су остале ствари дошле у постојање, као неопходан посредник других бића. Само је Бог Отац нестворен, беспочетан и вечан. Логос је, као створење, несличан Оцу, коначан, промењив и подложан промени.

### Максим Исповедник
Патристичка теологија, а нарочито Максим Исповедник, говори опширно о логосима (гр. λογοι логои), који преегзистирају у Богу и преко којих Бог саопштава смисао своје творевине,човек будући да има слободну вољу бира да ли хоће ићи у складу са логосом или не. Према светом Максиму, свако створење има смисао и сврху јер садржи вечни божански логос. Логос је дат свему створеном као вечити циљ и сврха који треба да буду постигнути.
Сваки свршетак, по природи ограничен властитим логосом, је испуњење могућности која потиче од суштине и која појмовно претходи свршетку.— Максим Исповедник, Гностички стослови I-3
Кроз λογοι Бог ствара хармонију и смисао творевине. У том смислу, свет је не само опипљив него је и интелигибилан. Логика је могућа баш због тога што свет има своју логичност ради ових λογοι. Сви делови творевине крећу се, приближују се и опште међу собом у јединственом хармоничном кретању, које се остварује када човек с Богом формира јединство непосредности. По Максимовом мишљењу, човеку припада изузетно место међу створењима. Не само да у себи носи логос, већ је и слика божанског логоса, а циљ
човека је да постане као Бог.Човекова је улога у стварању да сједини све ствари у Богу и да тако превазиђе зле силе одвајања, деобе, распадања и смрти.

## Логос у исламској филозофији

### Ибн Араби
Средњовековни арапски филозоф Ибн Араби говори о трансцендентном јединству религијских форми или јединственом искону различито испољеног религијског духа. Ибн Араби је, посебно у делу Драгуљи мудрости, разрадио ову идеју кроз појам вечног или универзалног логоса, који представља окосницу божанске објаве. Он је настојао да проникне у унутрашњу суштину различитих религијских форми и да дубоким разумевањем све токове речи Божије врати на њихов једносни извор.